# Strimstrupig eremit
Strimstrupig eremit (Phaethornis striigularis) är en fågel i familjen kolibrier.

## Utbredning och systematik
Strimstrupig eremit delas in i fyra underarter:
- Phaethornis striigularis saturatus – förekommer från södra Mexiko (södra Veracruz) till nordvästra Colombia
- Phaethornis striigularis subrufescens – förekommer i västra Colombia och västra Ecuador
- Phaethornis striigularis striigularis – förekommer i norra Colombia (Magdalenadalen) och angränsande västra Venezuela
- Phaethornis striigularis ignobilis – förekommer i norra Venezuela

## Bilder

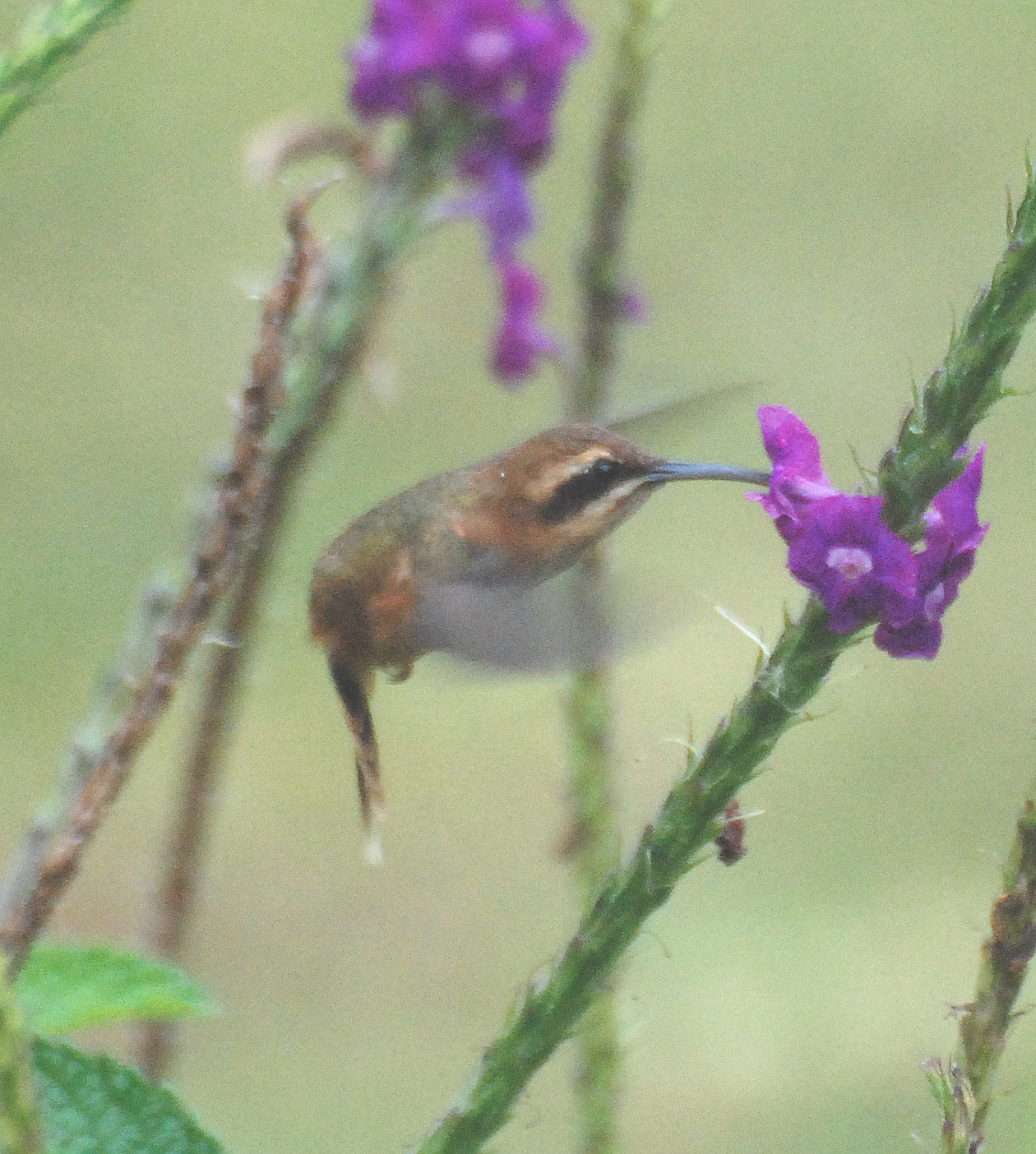

## Status och hot
Arten har ett stort utbredningsområde, men tros minska i antal, dock inte tillräckligt kraftigt för att den ska betraktas som hotad. Internationella naturvårdsunionen IUCN listar arten som livskraftig (LC). Beståndet uppskattas till i storleksordningen 50 000 till en halv miljon vuxna individer.